# Lathrostizus mandibularis
Lathrostizus mandibularis là một loài tò vò trong họ Ichneumonidae.